# Doris Mademann-Meise
Doris Mademann-Meise (* 1958 in Ratingen) ist eine deutsche Künstlerin.

## Biografie

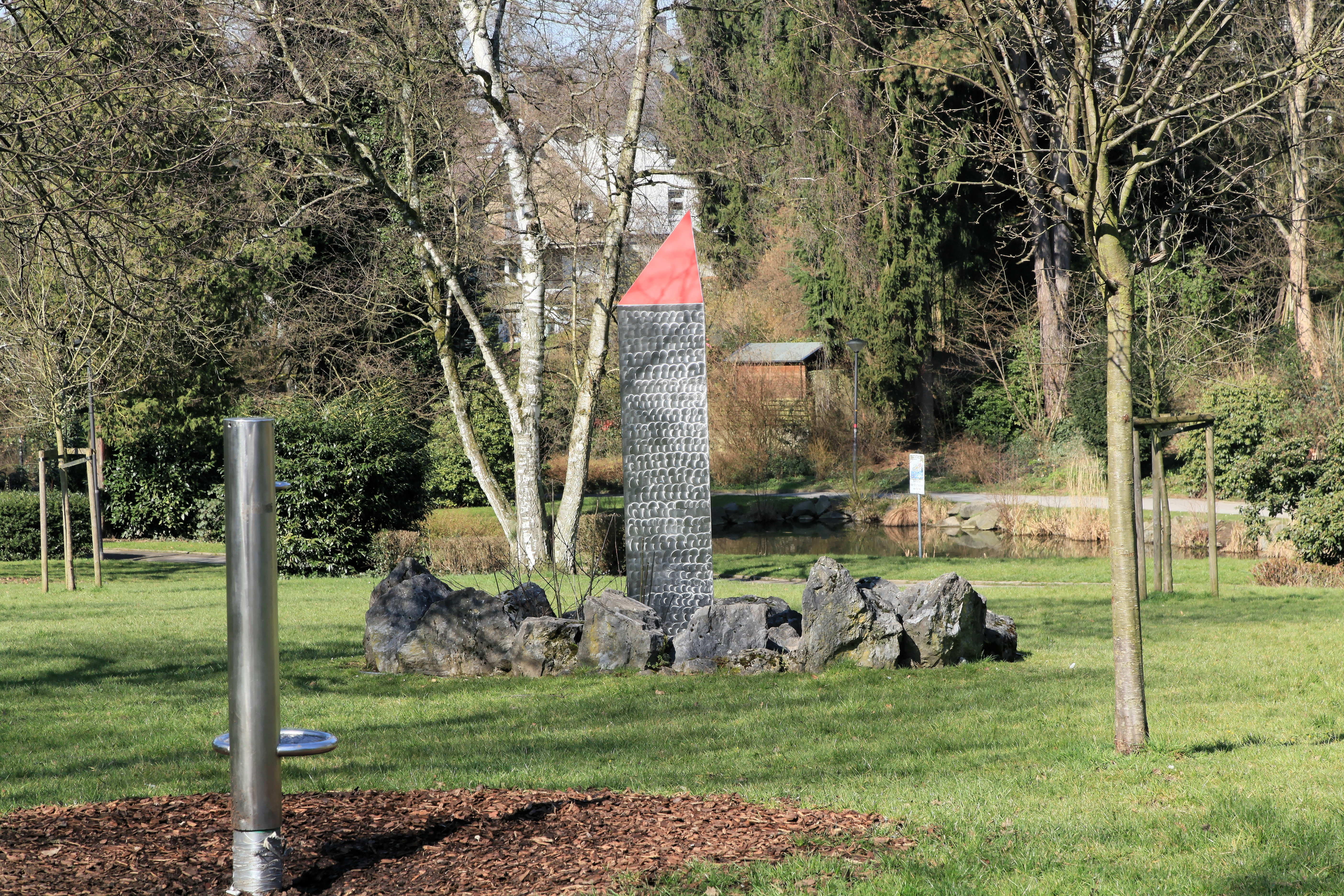
Skulptur in Haan

Mademann studierte von 1979 bis 1981 Malerei an der Akademie der Bildenden Künste Wien, von 1981 bis 1988 Malerei und Bildhauerei an der Kunstakademie Düsseldorf. 1983 bekam sie ein Stipendium an der Pariser Cité Internationale des Arts, und 1984 wurde sie Meisterschülerin von Günther Uecker. Danach wurde sie mit dem Förderpreis der Hedwig und Robert Samuel-Stiftung ausgezeichnet. Sie nahm an der Ersten Internationalen Videokonferenz bildender Künstler (Düsseldorf/Wien) teil, war Visiting Artist am Departement of Fine Art der University of South Dakota. Es folgte ein Skulpturenprojekt der Stiftung Stadtsparkasse Haan.